# Bandera «Un hombre fue linchado ayer»

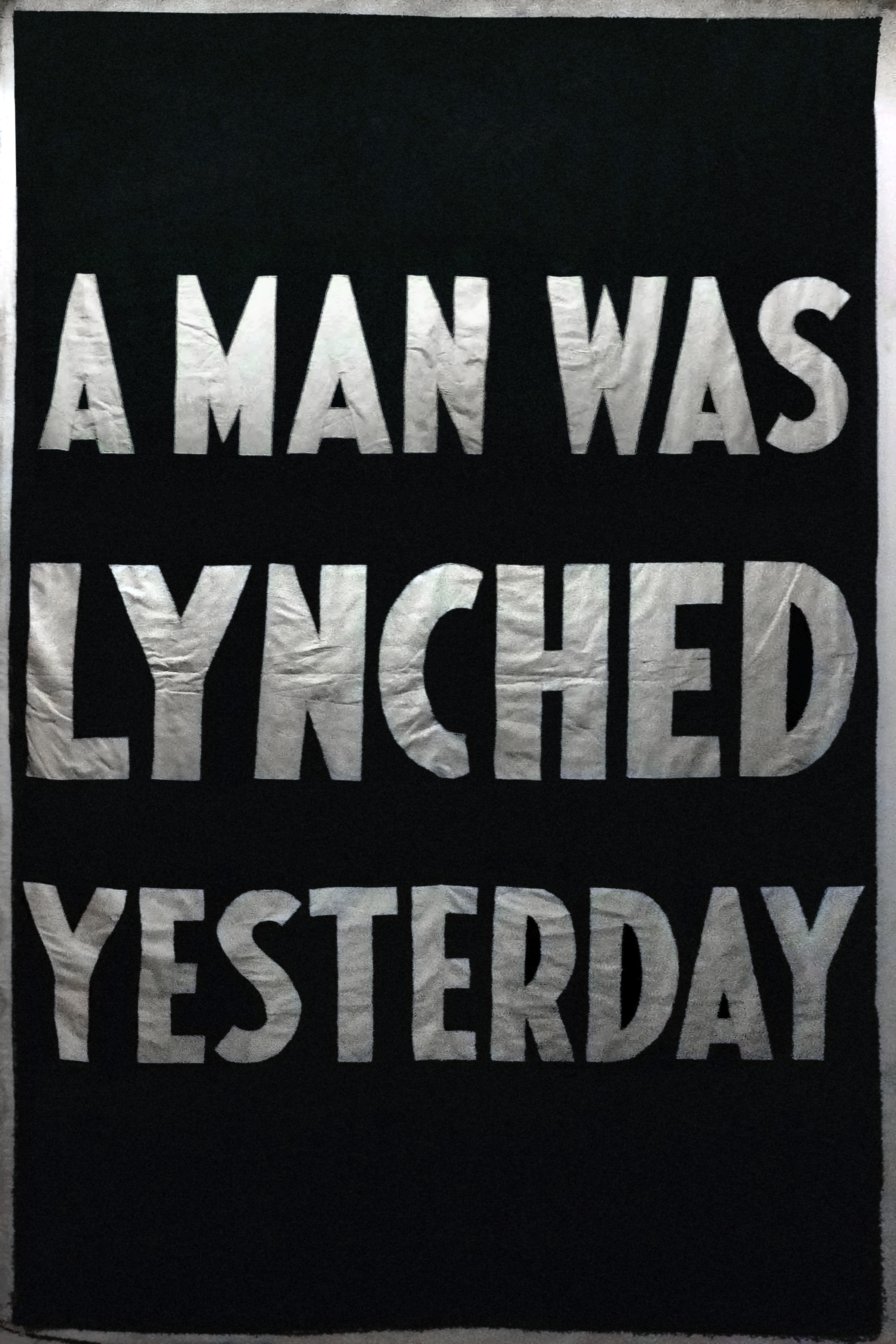
La bandera de la NAACP, expuesta por la Biblioteca del Congreso

Entre 1920 y 1938, la Asociación Nacional para el Progreso de las Personas de Color (NAACP) izó en su sede una bandera con las palabras «Un hombre fue linchado ayer» (en inglés: A man was lynched yesterday) cada vez que se producía un linchamiento en los Estados Unidos para crear conciencia. La bandera se compró con dinero recaudado tras el linchamiento de Jesse Washington en 1916. La práctica se interrumpió en 1938 cuando el propietario del edificio amenazó a la NAACP con el desalojo si continuaba izando la bandera. 

## Bandera original
La Asociación Nacional para el Progreso de las Personas de Color (NAACP) desarrolló la bandera como una forma de protestar contra el linchamiento de personas negras en los Estados Unidos. Se lanzó una campaña en respuesta al linchamiento de Jesse Washington en 1916 en Waco (Texas). La NAACP publicó fotografías del linchamiento y recaudó 20 000 dólares para emplearlos en buscar justicia. Empleó parte de este dinero en la compra de una bandera para ondearla en el exterior de la sede en el número 69 de la Quinta Avenida de Nueva York. La bandera era simple y tenía el texto blanco «Un hombre fue linchado ayer» («A man was lynched yesterday», en el original) sobre un fondo negro. Se cree que la tipografía fue escogida para transmitir mejor el mensaje rápidamente a una multitud de personas.
La bandera ondeaba el día después de que la NAACP recibiera la noticia de un linchamiento, cosa que ocurrió hasta 73 veces en el período de linchamientos solo en el estado de Georgia. La NAACP ondeó la bandera por primera vez en 1920 y detuvo la práctica en 1938 después de que los propietarios del inmueble amenazaran a la organización con el desalojo por ello. La bandera original ha sobrevivido al paso de los años y forma parte de la colección de la Biblioteca del Congreso. Se exhibió en el edificio Thomas Jefferson de la biblioteca en Washington D. C. como parte de una exposición de 2015 titulada The Civil Rights Act of 1964: A Long Struggle for Freedom («La Ley de Derechos Civiles de 1964: una larga lucha por la libertad»).

## Interpretaciones artísticas posteriores
El afroestadounidense Dread Scott, inspirándose en la bandera de la NAACP, creó una adaptación artística con el texto «Un hombre fue linchado ayer por la policía» («A man was lynched by the police yesterday»), en respuesta al tiroteo contra Walter Scott en 2005 cuando huía de un agente de policía en Carolina del Sur. Dread Scott dijo que la obra, que tituló simplemente Un hombre fue linchado ayer por la policía, pretendía suscitar el diálogo público y actuar como un símbolo de esperanza de que la gente pudiera aprender de la historia. Afirmó que los tiroteos policiales en el siglo XXI desempeñaban el mismo papel de aterrorizar a los negros que los linchamientos en épocas anteriores. La obra fue expuesta en un principio en la Galería Moberg en Des Moines (Iowa). El New York Times la calificó de memorable por su simplicidad y por el alto contraste entre las letras blancas y el fondo negro.
Por su parte, la artista bonaerense Lucía Reissig creó una versión con el texto Un hombre asesinó a una mujer ayer, con el fin de protestar contra los feminicidios en Argentina.